# Лізбен-Фоллс (Мен)
Лізбен-Фоллс (англ. Lisbon Falls) — переписна місцевість (CDP) в США, в окрузі Андроскоґґін штату Мен. Населення — 4182 особи (2020).

## Географія
Лізбен-Фоллс розташований за координатами 44°0′31″ пн. ш. 70°3′27″ зх. д. / 44.00861° пн. ш. 70.05750° зх. д. (44.008612, -70.057636).  За даними Бюро перепису населення США в 2010 році переписна місцевість мала площу 9,99 км², з яких 9,51 км² — суходіл та 0,49 км² — водойми.

## Демографія
Згідно з переписом 2010 року, у переписній місцевості мешкало 4100 осіб у 1701 домогосподарстві у складі 1149 родин. Густота населення становила 410 осіб/км².  Було 1824 помешкання (183/км²).
Расовий склад населення:
| - 96,0 % — білих - 0,7 % — чорних або афроамериканців - 0,6 % — корінних американців - 0,6 % — азіатів |

До двох чи більше рас належало 1,7 %. Частка іспаномовних становила 1,6 % від усіх жителів.
За віковим діапазоном населення розподілялося таким чином: 24,3 % — особи молодші 18 років, 63,4 % — особи у віці 18—64 років, 12,3 % — особи у віці 65 років та старші. Медіана віку мешканця становила 38,4 року. На 100 осіб жіночої статі у переписній місцевості припадало 95,0 чоловіків;  на 100 жінок у віці від 18 років та старших — 89,7 чоловіків також старших 18 років.
Середній дохід на одне домашнє господарство  становив 67 922 долари США (медіана — 54 583), а середній дохід на одну сім'ю — 68 307 доларів (медіана — 60 958). Медіана доходів становила 43 542 долари для чоловіків та 30 529 доларів для жінок. За межею бідності перебувало 9,0 % осіб, у тому числі 9,3 % дітей у віці до 18 років та 9,6 % осіб у віці 65 років та старших.
Цивільне працевлаштоване населення становило 2065 осіб. Основні галузі зайнятості: освіта, охорона здоров'я та соціальна допомога — 26,0 %, роздрібна торгівля — 19,3 %, виробництво — 9,9 %, науковці, спеціалісти, менеджери — 8,1 %.